# Sceau-Saint-Angel
Sceau-Saint-Angel is een gemeente in het Franse departement Dordogne (regio Nouvelle-Aquitaine) en telt 117 inwoners (1999). De plaats maakt deel uit van het arrondissement Nontron.

## Geografie
De oppervlakte van Sceau-Saint-Angel bedraagt 17,4 km², de bevolkingsdichtheid is 6,7 inwoners per km².
De onderstaande kaart toont de ligging van Sceau-Saint-Angel met de belangrijkste infrastructuur en aangrenzende gemeenten.

## Demografie
Onderstaande figuur toont het verloop van het inwonertal (bron: INSEE-tellingen).